# Joop Tettero
Joop Tettero (ca. 1936) is een Nederlands politicus van het CDA.
Hij is directeur van het GAK in Dordrecht geweest en hoewel hij daarna al vervroegd met pensioen was gegaan zou er nog een behoorlijke carrière volgen. Nadat Tettero vanaf 1994 al in de gemeenteraad van Nijmegen had gezeten was hij daar vanaf 1998 nog vier jaar wethouder van financiën. Van 1997 tot 2008 was hij tevens president-commissaris van ARN B.V. (Afvalverwerking Regio Nijmegen). Hij was van oktober 2000 tot april 2001 waarnemend burgemeester van Nijmegen tussen het vertrek van Ed d'Hondt en de komst van Guusje ter Horst. Nadat Ber Lukkassen, burgemeester van Millingen aan de Rijn, vrij plotseling was opgestapt, werd Tettero op 1 april 2003 de waarnemend burgemeester van die gemeente, wat hij zou blijven tot oktober 2004 toen Annemieke Vermeulen daar tot burgemeester benoemd werd.